# Maison Cardinal

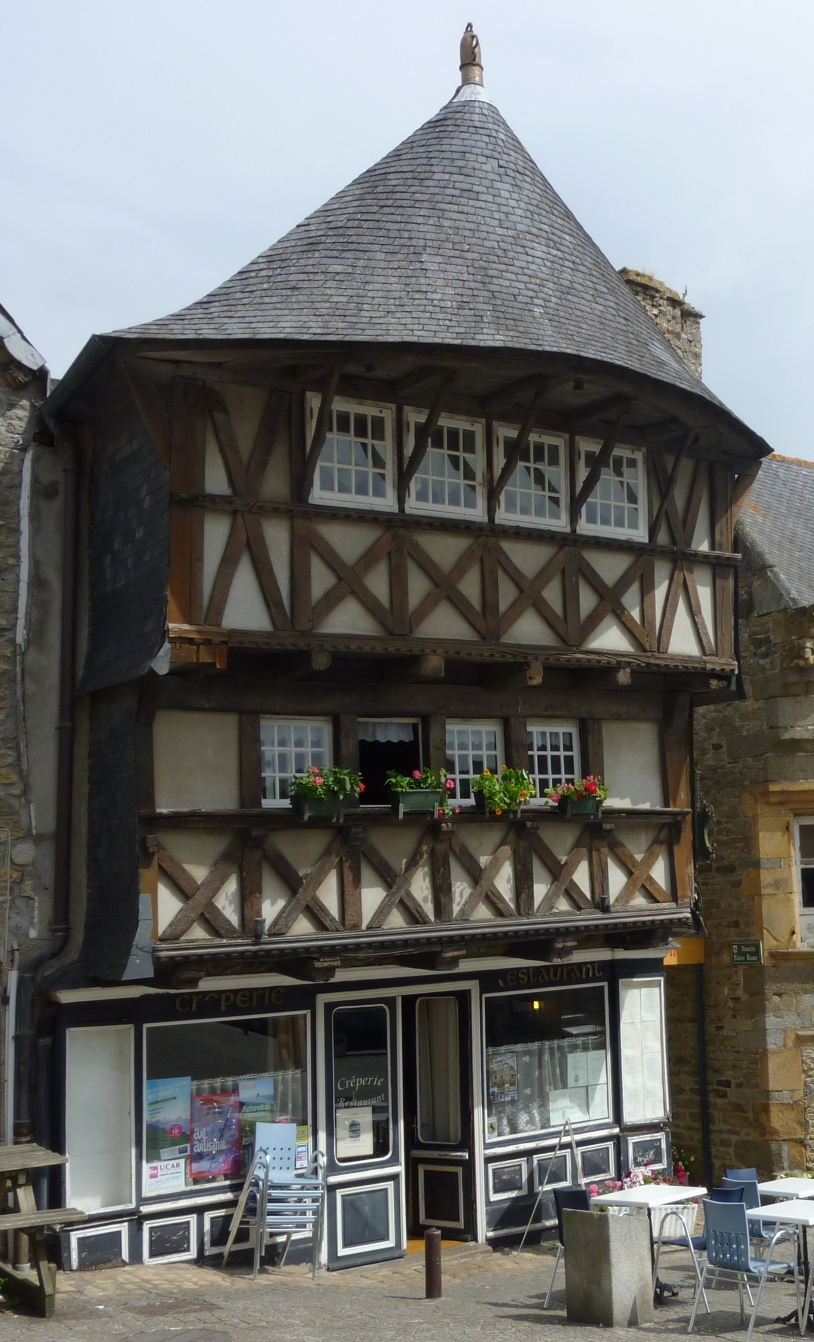
Maison Cardinal in Saint-Renan

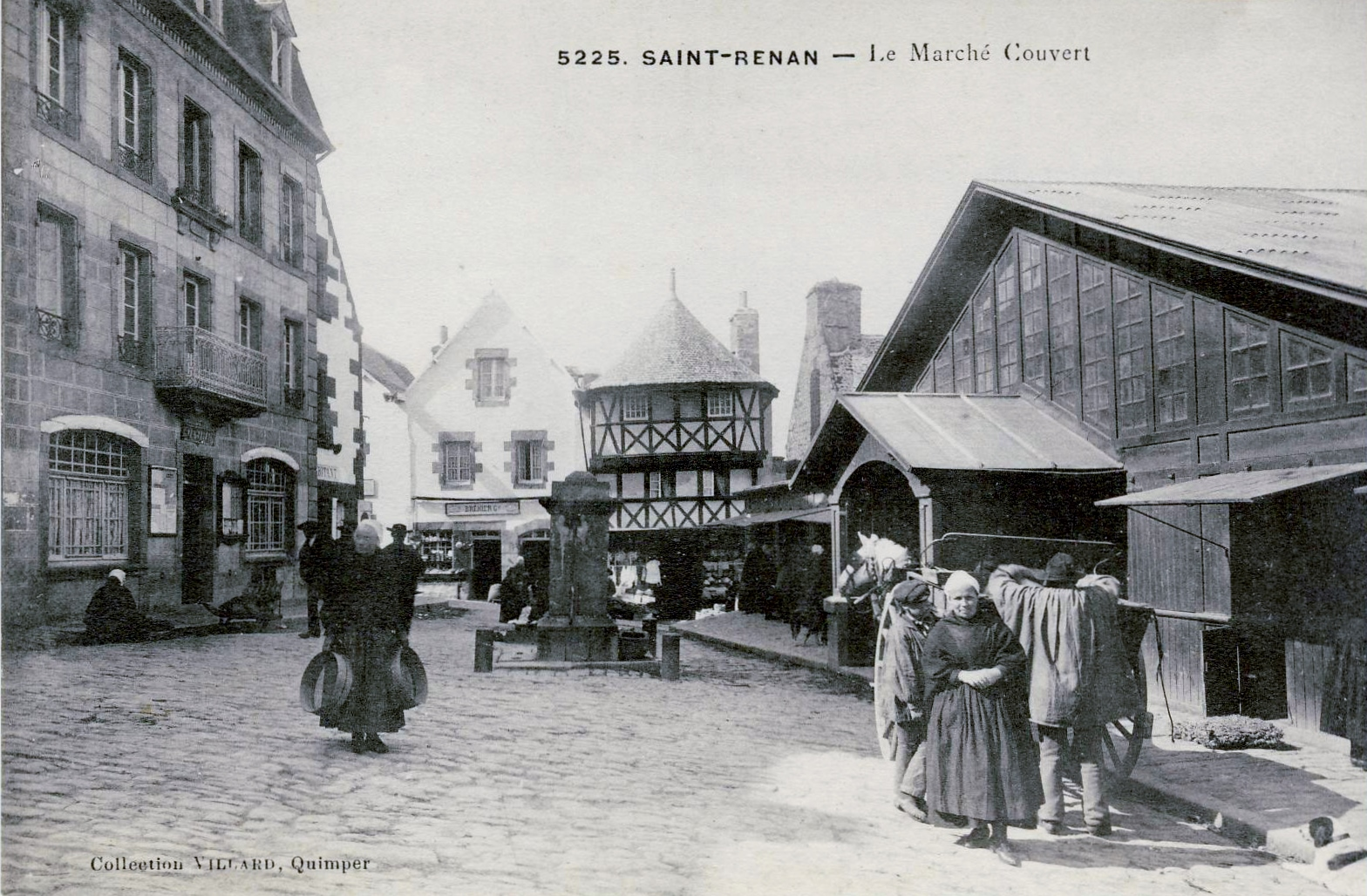
Ansichtskarte mit dem Maison Cardinal (um 1920)

Die Maison Cardinal in Saint-Renan, einer französischen Gemeinde im Département Finistère im Nordwesten der Bretagne, wurde im 16. Jahrhundert errichtet. Das Fachwerkhaus steht an der Rue de l’Église/Ecke Impasse Notre-Dame. Im Jahr 1932 wurde das Wohn- und Geschäftshaus als Monument historique in die Liste der Baudenkmäler in Frankreich aufgenommen.
Die zwei Obergeschosse kragen jeweils vor, ebenso das halbrunde Dach, das mit rechteckigen Granitplatten gedeckt ist. Die Fassade im Erdgeschoss wurde im 19./20. mehrmals verändert, die Obergeschosse besitzen noch ihre Fensterreihung mit jeweils vier Fenstern. Als Schmuck besitzt das Fachwerk nur Kreuzformen. Lediglich die vorkragenden Längsbalken sind mit einem geometrischen Muster versehen.